# 林泳淘
林泳淘（英語：Vicky Lam Wing To，1990年1月11日—），原名林冬冬，香港女藝人，前香港樂壇組合Lacee Lacey成員（當時以藝名「林熙」出道，該女子組合其餘成員包括Chloe、Yong、Wesley與Jun），曾參選2012年度香港小姐競選，前無綫電視基本藝人合約藝員，曾擔任演員及《東張西望》主持人。

## 簡歷
林泳淘早年就讀黃大仙天主教小學上午校（2002年第39屆小六畢業生）和陳樹渠紀念中學（2007年第34屆中五畢業生），曾參加2012年度香港小姐競選，成為最後十強及旅遊大使最後五強，後來參加第26期無綫電視藝員訓練班成為藝員。
2013年，她和陳潔玲一起主持《情迷越南》而受人認識。除此之外，她和陳潔玲更是兩位愛猫之人。
2019年9月被無綫解約，疑與反送中運動的言論有關 。她表示希望轉型做YouTuber。《機場特警》是她在TVB拍攝的最後一部劇集。

## 演出作品

### 電視劇（無綫電視）
| 首播         | 劇名              | 角色                                                                         | 性質   |
| 2013至2014年 | 愛·回家 (第一輯)  | Honey Yuki（第328集）、店員（第371集）、芽碩（第400集）、派對女子（第625集） | 客串   |
| 2013年       | On Call 36小時II  | 病人（第10集）                                                               | 客串   |
| 2014年       | 守業者            | 女工（第31集）                                                               | 客串   |
| 2014年       | 愛我請留言        | 護士（第7集）                                                                | 客串   |
| 2014年       | 女人俱樂部        | 80年代女學生                                                                 | 客串   |
| 2014年       | 載得有情人        | 接待員（第9集）                                                              | 客串   |
| 2014年       | 使徒行者          | 職員（第18集）                                                               | 客串   |
| 2014年       | 老表，你好hea！   | 護士（第2集）                                                                | 客串   |
| 2015年       | 師奶MADAM         | 不良少女（第1集）                                                            | 客串   |
| 2015年       | 四個女仔三個BAR   | 鄧志熊之女友 （第16集）                                                      | 客串   |
| 2015年       | 潮拜武當          | 記者 （第16集）                                                              | 客串   |
| 2015年       | 陪著你走          | 少女（第1集）                                                                | 客串   |
| 2016年       | 愛情食物鏈        | 妓女（第2-3集）                                                              | 客串   |
| 2016年       | 鐵馬戰車          | Carol（第10-12集）                                                           | 客串   |
| 2016年       | 潮流教主          | 助理編輯（第12集）                                                           | 客串   |
| 2016年       | 愛·回家 (第二輯)  | 女sales（第989集）                                                           | 客串   |
| 2016年       | 愛·回家之八時入席 | 女客人（第16集）                                                             | 客串   |
| 2016年       | 一屋老友記        | Cathy（第12、19集）                                                          | 客串   |
| 2016年       | 巨輪II            | 美女（第12、26、28集）                                                       | 客串   |
| 2016年       | 來自喵喵星的妳    | 高雅殿                                                                       | 女配角 |
| 2016年       | 流氓皇帝          | 十八姨太（第6集）                                                            | 客串   |
| 2017至2019年 | 愛·回家之開心速遞 | 德女友（第15集）、Cherry（第229、240集）、Mimi （第585集）                   | 客串   |
| 2017年       | 與諜同謀          | 797M代言人（第10集）                                                         | 客串   |
| 2017年       | 我瞞結婚了        | Edith（第20集）                                                              | 客串   |
| 2017年       | 全職沒女          | OL（第1集）                                                                  | 客串   |
| 2017年       | 超時空男臣        | 主持（第5集）                                                                | 客串   |
| 2017年       | 老表，畢業喇！    | 哈哈星                                                                       | 女配角 |
| 2017年       | 雜警奇兵          | MK女（第7集）                                                                | 客串   |
| 2017年       | 降魔的            | BB（第16集）                                                                 | 客串   |
| 2017年       | 溏心風暴3         | Rachel（第4-6集）                                                            | 客串   |
| 2018年       | 波士早晨          | 安寶嘉（Anabelle）                                                           | 女配角 |
| 2018年       | 天命              | 貴人（第10集）                                                               | 客串   |
| 2018年       | BB來了            | 廷女友（第20集）                                                             | 客串   |
| 2018年       | 兄弟              | Joanne（第14集）                                                             | 客串   |
| 2018年       | 大帥哥            | 玲木愛美                                                                     | 女配角 |
| 2019年       | 婚姻合伙人        | 鄧秀玉                                                                       | 客串   |
| 2019年       | 十二傳說          | 新聞報道員（第12集）                                                         | 客串   |
| 2019年       | 金宵大廈          | 少女（第15集）                                                               | 客串   |
| 2019年       | 多功能老婆        | 秘書（第23-24集）                                                            | 客串   |
| 2020年       | 機場特警          | Candy（第23集）                                                              | 客串   |

### 電視劇（ViuTV）
| 首播   | 劇名             | 角色                                              | 性質 |
| 2020年 | 打天下           | 悠雅（第12集）                                    |      |
| 2021年 | 無限斜棟有限公司 | 校務處職員（第2集）                               |      |
| 2023年 | 和解在後         | 「搵嘢嚟講」、「全民法庭」主持人（第1、14、15集） |      |

### 電視電影（J2）
| 首播   | 劇名 | 角色  | 性質 |
| 2018年 | 網戰 | Diana | 客串 |

### 節目主持
- 東張西望 外景記者（2013年至2019年）; 廠景兼外景主持（2019年3月16日至2019年10月5日）
- 情迷越南（J2，2013年）
- 3日2夜（J2，第47、48、75、76、115、116集）
- 安樂蝸（J2，2015年至2016年）
- 街坊導賞團（第16集）
- 大灣區 活好D

### 電影
- 《分手100次》 飾 萊萊好友（客串）

### 廣告
- 《李健駕駛學校》 飾 2020年代言人
- 《環島中港通》

### 遊戲配音
- 2020年︰跑Online遊戲角色 - 緣迕 (粵語配音)[7]

### 音樂作品
- Lacee Lacey-秒殺[8]

填詞：林衍希 / 鄭和
作曲：譚國政
編曲：譚國政
監製：譚國政

## 外部連結
- 林泳淘的新浪微博
- 林泳淘的Facebook專頁
- 林泳淘的Instagram帳戶
- YouTube上的林泳淘頻道
- 演講詞〈善用零用錢〉4D 林冬冬，陳樹渠紀念中學 （页面存档备份，存于）